# تنوير (روحانية)

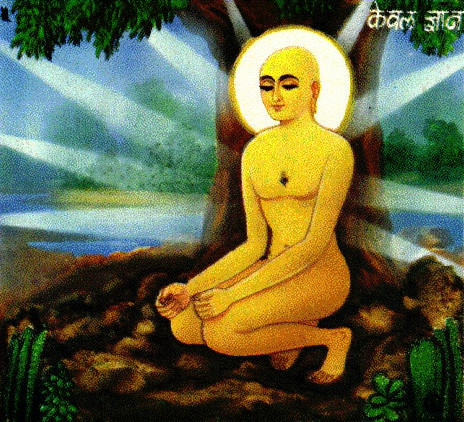

التنوير هو الفهم الكامل لموقف ما. يُستخدم هذا المصطلح بشكل شائع للإشارة إلى عصر التنوير، ولكنه يُستخدم أيضًا في الثقافة الغربية في سياق ديني. يفسر هذا المصطلح عدة مفاهيم ومصطلحات بوذية لعل أهمها بوذي وكينشو وساتوري. هناك مصطلحات أخرى من الديانات الآسيوية وهي موكشا (التحرر) في الهندوسية وكيفالا جنانا في الجاينية وأوستا في الزرداشتية.
نادرًا ما تُستخدم كلمة تنوير في الديانة المسيحية باستثناء إشارتها إلى عصر التنوير وتأثيره على الديانة المسيحية. توجد مصطلحات مطابقة في الديانة المسيحية هي الإشراقية وكينوسيس وميتانويا والوحي والخلاص والتحول الديني.
ترى فلسفة الخلود والفلسفة الكونية التنويرَ والروحانيةَ الدينية أنهما مصطلحان متماثلان في الفكر الديني أو الروحاني.

## الديانات والثقافات الآسيوية

### البوذية
يُعد مصطلح التنوير الترجمة الغربية للاسم التجريدي «بوذي» أي المعرفة أو الحكمة أو الفكر المتيقظ. الجذر الشفهي لكلمة «بوذ» يعني «أن تتيقظ»، ومعناه الحرفي قريب من «الإفاقة». وعلى الرغم أن استخدامه الشائع في سياق البوذية، يُستخدم مصطلح البوذي في  فلسفات وتقاليد هندية أخرى. عُمم استخدام مصطلح التنوير في العالم الغربي من خلال ترجمات ماكس مولر في القرن التاسع عشر، ولهذا المصطلح دلالة غربية للفكرة المفاجئة عن الواقع أو الحقيقة المتسامية.
استُخدم المصطلح أيضًا لترجمة عدة مصطلحات ومفاهيم بوذية تُستخدم للدلالة على الفكرة (برانيا وكينشو وساتوري) والمعرفة (فيديا) وانفجار (نيرفانا) المشاعر والرغبات المتخبطة والحرية الناتجة عنها أو الانطلاق (فيموتي) وتحقيق التنعم البوذي، كما شرح غوتاما بوذا.
إن ما أسس التيقظ البوذي ما يزال غير معروفًا. ربما يكون قد تضمَّن معرفة أن التحرر يتحقق من خلال مزيج من اليقظة والذيانا ويُطبق على فهم نشوء وانحسار الرغبة. تُعد العلاقة بين الذيانا والفكرة مشكلة أساسية في دراسة البوذية وأحد أهم الممارسات البوذية.
أصبح مفهوم التنوير الروحي في العالم الغربي متوافقًا مع إدراك الذات والذات الصحيحة والذات الكاذبة، التي تُعتبر جوهرًا حقيقيًا يُغطى عليه بالتكيف الاجتماعي.

### الهندوسية
في الديانات الهندية، موكشا (التحرر) أو موكتي (الانطلاق) هي التخليص النهائي للروح أو الوعي (بوروشا) من سامسارا (العالم) ووضع حد للمعاناة المتضمنة الخضوع لدورة الولادة وإعادة الولادة (تناسخ الأرواح).

### أدفايتا فيدانتا
أدفايتا فيدانتا هو مفهوم فلسفي يسعى خلاله الأتباع إلى التحرر/الانعتاق من خلال تحديد هوية الذات (أتمان) والكل (بارهمان) عن طريق تحضير وتدريب طويل غالبًا ما يكون تحت إشراف غورو (معلم) الذي يتضمن جهودًا مثل معرفة الكتب المقدسة والتنازل عن النشاطات الدنيوية وحث تجربة الذات المباشرة. نشأت في الهند بعد عام 788 ميلادي، تُعتبر أدفايتا فيدانتا على نطاق واسع أكثر مدرسة فرعية مؤثرة ومسيطرة على مدرسة الفيدانتا (الترجمة الحرفية هي نهاية أو هدف الفيداس، السنسكريتية) في الفلسفة الهندوسية. هناك مدارس فرعية أخرى للفيدانتا وهي فيشيشتادفايتا ودفايتا، بينما تتضمن المدارس الفرعية الصغرى سودذافايتا ودفيتادفيتا وأشينتيا بهيدابهيدا.
أدفيتا (ترجمتها الحرفية عدم الازدواجية) هي نظام فكري تُشير فيه الأدفيتا إلى هوية الذات (أتمان) والكل (براهمان)، يقود التعرف إلى هذه الهوية إلى التحرر. يتطلب تحقيق هذا التحرر تدريبًا وتحضيرًا طويلًا بإشراف غورو (معلم). يصف رامانا مهارشي تجربة موته بأنها أكراما موكتي (تحرر مفاجئ) وهو ما يعاكس كارما موكتي (التحرر التدريجي) مثل الموجود في طريق فيدانتا أو يوغا جنانا.
نصوص المصادر الرئيسية للفيدانتا هي بارسثاناتري، وهي النصوص القانونية المكونة من أوبانيشادس وبهاغافاد جيتا وبراهاما سوتراس. كان شانكارا بهاغافادبادا أول شخص يُعزز بشكل صريح مبادئ أدفايتا فيدانتا، بينما كان غوادابادا أول مؤيد تاريخي لأدفايتا فيدانتا وهو معلم جوفيندا بهاغافاتابادا معلم شانكارا.

### النظام الفلسفي
نظم شانكارا أعمال الفلاسفة الذين سبقوه، إذ عرّف نظامه للفيدانتا طريقة التفسير العلمي للميتافيزيقيا المقبولة للأوبانيشادس. اعتُمد هذا النموذج من كل مدارس الفيدانتا اللاحقة.
لُخصت أطروحة شانكارا عن أدفايتا فيدانتا في هذا الاقتباس من كتاب فيفيكاتشيماهي أحد كتاباته حول براكارانا (أطروحات فلسفية):
في نصف ما أقوله قالته ملايين النصوص؛
البراهمان هو الحقيقي، العالم هو ميثيا (لا يوجد بشكل مستقل)،
والذات المفردة لا تختلف عن البراهمان.

### نيوفيدانتا
لعب فيفيكاناندا دورًا أساسيًا، في القرن التاسع عشر، في إحياء الهندوسية ونشر أدفايتا فيدانتا في الغرب من خلال بعثة راماكريشنا التبشيرية، أطلق على تفسيره للأدفايتا فيدانتا نيوفيدانتا.

قال سوامي فيفيكاناندا في حديث له أجري في لندن عام 1896 تحدث فيه عن «المطلق والمظهر»:
قد أكون جريئًا بالقول إن الديانة الوحيدة التي تتفق، بل وتذهب أبعد مما ذهب إليه الباحثون المعاصرون، سواء من الناحية المادية أو الأخلاقية، هي أدفيتا، وهذا هو السبب في أنها تُغري العلماء الحديثين كثيرًا. وجد الباحثون أن النظريات الثنائية القديمة ليست كافية بالنسبة لهم، أي لا تلبي احتياجاتهم. لا يجب أن يمتلك الإنسان الإيمان فقط، ولكن الإيمان الفكري أيضًا.
أكد فيفيكاناندا أن السمادهي هي وسيلة لتحقيق التحرر. لا يمكن العثور على هذا التأكيد في فكر الأوبنشاد ولا في فكر شانكارا. بالنسبة لشانكارا، فإن التأمل والنيرفيكالبا السمادهية هما وسيلة لاكتساب المعرفة بوحدة وجود براهمان وأتمان، لا الهدف الأعلى نفسه:
اليوغا هي تمرين تأملي للانسحاب من الذات والتوافق مع العالم، ما يؤدي إلى التفكير في الذات باعتبارها الأكثر عالمية، وهو ما يسمى الوعي. هذا النهج يختلف عن اليوغا الكلاسيكية التي تعمد إلى القمع الكامل للتفكير.
انتُقدت تجديدية فيفيكاندا:
دون التشكيك بحق أي فيلسوف تفسير أدفياتا وفقًا لفهمه من ذلك، فإن عملية التغريب حجبت جوهر هذه المدرسة الفكرية. فقد الارتباط الأساسي للرفض والنعيم مشهدًا في محاولات للتأكيد على البنية المعرفية والواقعية التي وفقًا لسامكاركاريا يجب أن ينتميا إليها، وبالتأكيد تشكل عالم مايا.

### نيوأدفايتا
النيوأدفياتا هي حركة دينية جديدة ترتكز على التفسير الغربي الحديث للأدفايتا، وخاصة تعاليم رامانا مهارشي. انتُقدت النيوأدفياتا لتجاهلها المتطلبات التقليدية لمعرفة الكتب المقدسة والرفض بصفته تحضيرًا ضروري لطريق يوغا جنانا. معلمو النيوأدفياتا المشهورون هم ه. و. ل. بونيا وطلابه غانغاجي وأندرو كوهين وماذوكار وإيكهارت تول.

### اليوغا
تتمثل الوسيلة الأساسية للوصول إلى الموكشا بممارسة اليوغا التي تعد مصطلحًا عامًا شائعًا للممارسات البدنية والعقلية والروحية التي نشأت في الهند القديمة. تُعتبر اليوغا واحدة من ست مدارس استيكا (أرثوذكسية) للفلسفة الهندوسية، لأنها تقوم على اليوغا سوترا التابعة لباتانجالي. توجد تقاليد مختلفة لليوغا في الهندوسية والبوذية واليانية والسيخية.
نُظمت التخمينات قبل الفلسفية والممارسات الزاهدة المتنوعة من الألفية الأولى قبل الميلاد لتصبح فلسفة رسمية في أوائل القرون الميلادية من قبل يوغا سوتراس باتانجالي. بحلول نهاية الألفية الأولى، برزت الهاثا يوغا بصفتها تقليدًا بارزًا في اليوغا تختلف عن يوغا سوتراس باتانجالي. في حين تركز يوغا سوترا على الانضباط العقلي، تُركز الهاثا يوغا على الصحة وطهارة الجسد.
جلب الرهبان الهندوس، بدءًا من سوامي فيفيكاناندا، اليوغا إلى الغرب في أواخر القرن التاسع عشر. في ثمانينيات من القرن العشرين، أصبحت اليوغا ذات شعبية كبيرة باعتبارها نظامًا جسديًا للتمارين الصحية في العالم الغربي. حاولت العديد من الدراسات تحديد فعالية اليوغا بصفتها تدخلًا تكميليًا بالنسبة للسرطان والفصام والربو ومرضى القلب. في دراسة استقصائية وطنية، أبلغ ممارسو اليوغا على المدى الطويل في الولايات المتحدة عن تحسن في صحة العضلات والعظام.